# Guadalupe Yerbasanta
Guadalupe Yerbasanta är en ort i Mexiko.   Den ligger i kommunen Venustiano Carranza och delstaten Chiapas, i den sydöstra delen av landet, 800 km öster om huvudstaden Mexico City. Guadalupe Yerbasanta ligger 1 030 meter över havet och antalet invånare är 252.
Terrängen runt Guadalupe Yerbasanta är huvudsakligen kuperad, men norrut är den bergig. Runt Guadalupe Yerbasanta är det ganska tätbefolkat, med 52 invånare per kvadratkilometer. Närmaste större samhälle är Venustiano Carranza, 12,9 km väster om Guadalupe Yerbasanta. Omgivningarna runt Guadalupe Yerbasanta är en mosaik av jordbruksmark och naturlig växtlighet.